# 元・世界1位のサブキャラ育成日記 〜廃プレイヤー、異世界を攻略中!〜
『元・世界1位のサブキャラ育成日記 〜廃プレイヤー、異世界を攻略中！〜』（もと・せかいいちいのサブキャラいくせいにっき はいプレイヤー、いせかいをこうりゃくちゅう）は、沢村治太郎によるライトノベル。2017年10月より小説家になろうに投稿され、2019年1月よりカドカワBOOKS（KADOKAWA）から書籍化刊行されている（イラスト担当は、まろ）。
メディアミックスとして、2018年12月発売の『月刊少年エース』2019年2月号より、前田理想によるコミカライズ作品が連載されている。
作者による略称は「セカサブ」。

## あらすじ
佐藤は学校にはろくに行かず仕事もしないでVRMMORPG「メヴィウス・オンライン」（メヴィオン）に入れ込み、ゲーム内の世界1位をキープしていた。ある日キャラクターがクラッキングされデータは復旧不可能となった。絶望した佐藤は自殺したが、目が覚めるとメヴィオンに似た世界で、倉庫用キャラクターとして作っていたセカンドに生まれ変わっていた。この世界の人間が強くなる方法に疎いことを知ったセカンドは、メヴィオンで得た知識を基に再び世界1位となることを目指す。
森の中で魔物に襲われている騎士団を救ったセカンドは、騎士団より護衛という名目の監視役としてシルビアを付けられる。酒の席でシルビアから、剣技が上達しないことや騎士団で疎まれていることを聞いたセカンドは、剣よりも魔弓術に適性があるのではないかと推測し、騎士団を離反しともに世界1位を目指そうと提案、シルビアは了承した。
経験値とスキルを上げるセカンドとシルビアは、図書館にある魔術書を読むために王立魔術学校に短期留学する。魔術学校で第2王子であるマインや、獣人であるエコと親しくなる。学校内でいじめられていたエコに「筋肉僧侶」の資質を見出し、学校を辞めさせてともに世界1位を目指すチームへと誘う。

## 登場人物
声の項は漫画版2巻CM動画の担当声優。
セカンド
主人公。作中の設定によれば「青黒い髪と銀色の目に透き通るような白い肌、長身細身で超絶美形の期間限定課金アバター」。余ったアイテムやお金を保管しておくためにメヴィオンで作成した、いわゆる倉庫キャラであるが、現実世界で自殺した主人公の魂が乗り移った。
シルビア・ヴァージニア
声：川澄綾子
元は第三騎士団所属の女性騎士。ヴァージニア騎士爵家の次女として剣の修業を積んでいたが目が出なかった。融通が利かない性格であるため騎士団の上層部に疎まれ、セカンドの護衛につけるという名目で騎士団を厄介払いされた。実は剣術ではなく魔弓術に高い適性を持っており、セカンドによってその才能を引き出される。
エコ・リーフレット
元々は王立魔術学校の学生の一人。獣人ながら高い魔力量を持つため魔術学校に入学したが、成績が伸び悩んでいたことに加え、キャスタル王国では獣人差別が根強いこともあっていじめの対象となっていた。セカンドによって「筋肉僧侶」（いわゆるタンク役）の適性を見いだされ、セカンドのチームの一員となる。
ユカリ
王都の奴隷商会にて売りに出ていたダークエルフ。鍛冶師を探していたセカンドの目に留まり奴隷として購入され、裏技により奴隷契約はすぐに解除される。元々は孤児だったところをある女公爵に拾われ、暗殺者としての教育を受け駒として使われていた。後にセカンドが購入した邸宅のメイド長となり、中で働く従業員たちを取りまとめる存在となる。「糸操術」、「暗殺術」を使うが攻撃スキルはあまり伸ばさず、鍛冶師と部下の取りまとめ役に重点をおく。
ラズベリーベル
カメル神国の聖女。セカンドのことをセンパイと呼び、慕っている。元々はカメル神国で聖女として崇められており、その力を恐れたカメル神国の教皇の策謀により軟禁状態にあった。しかしセカンドによる神国内での革命と元教皇の謀殺されたことでカメル神国が失脚したことを機にファーステスト家に保護される。その正体はセカンドと同様に前世を持ち、自殺したことでメヴィオンそっくりの世界に転生してきた転生者である鈴木いちご。前世では佐藤七郎と同様にメヴィウスオンラインをプレイしており、「フランポワーズ一世」というPNでプレイしていた。メヴィオン内ではレートは不明だが最高順位が128位という猛者で、一閃座戦では大剣を振り回すという特徴的な戦い方をする。

## 書誌情報

### 小説
- 沢村治太郎（著）・まろ（イラスト） 『元・世界1位のサブキャラ育成日記 〜廃プレイヤー、異世界を攻略中！〜』 KADOKAWA〈カドカワBOOKS〉、既刊9巻（2022年1月8日現在）

| 巻数 | 発売日         | ISBN              |
| ---- | -------------- | ----------------- |
| 1    | 2019年1月10日  | 978-4-04-073012-7 |
| 2    | 2019年6月10日  | 978-4-04-073013-4 |
| 3    | 2019年10月10日 | 978-4-04-073346-3 |
| 4    | 2020年2月10日  | 978-4-04-073486-6 |
| 5    | 2020年7月10日  | 978-4-04-073698-3 |
| 6    | 2020年12月10日 | 978-4-04-073889-5 |
| 7    | 2021年5月8日   | 978-4-04-074036-2 |
| 8    | 2021年9月10日  | 978-4-04-074222-9 |
| 9    | 2022年1月8日   | 978-4-04-074366-0 |

### 漫画
- 前田理想（漫画）・沢村治太郎（原作）・まろ（キャラクター原案） 『元・世界1位のサブキャラ育成日記 〜廃プレイヤー、異世界を攻略中！〜』 KADOKAWA〈角川コミックス・エース〉、既刊11巻（2025年4月25日現在）

| 巻数 | 発売日         | ISBN              |
| ---- | -------------- | ----------------- |
| 1    | 2019年9月25日  | 978-4-04-108483-0 |
| 2    | 2020年7月21日  | 978-4-04-109630-7 |
| 3    | 2021年1月26日  | 978-4-04-109631-4 |
| 4    | 2021年9月25日  | 978-4-04-111833-7 |
| 5    | 2022年3月25日  | 978-4-04-111834-4 |
| 6    | 2022年9月26日  | 978-4-04-113037-7 |
| 7    | 2023年4月26日  | 978-4-04-113631-7 |
| 8    | 2023年10月26日 | 978-4-04-114361-2 |
| 9    | 2024年4月26日  | 978-4-04-114894-5 |
| 10   | 2024年10月25日 | 978-4-04-115664-3 |
| 11   | 2025年4月25日  | 978-4-04-116136-4 |